# Ньери
Ньери (англ. Nyeri) — город в Кении, столица провинции Центральная. В городе находится бывший дом Роберта Бадена-Пауэлла, основателя скаутского движения, который провёл последние годы жизни в этом городе. Сегодня в нём находится музей. Также город является центром римско-католической архиепархии Ньери и православной епархии Ньери.

## История
В конце 1902 года Ричард Майнерцаген с группой британских военных столкнулся с сопротивлением со стороны племени Кикуйю под предводительством вождя Вангомба ва Ихуру. Племя Кикуйю, населявшее территорию у подножия горы Кения и горной цепи Абердар, потерпело сокрушительное поражение. Копья и стрелы туземцев оказались бессильны против европейских винтовок.
После этой победы был основан британский военный пост, названный Ньери по названию холма, на котором он появился. В новый город потянулись европейские поселенцы и индийские купцы.
В эпоху колониальных войн в Ньери размещался военный гарнизон, но вскоре город превратился в торговый центр для белых фермеров, выращивающих скот, пшеницу и кофе. Фермеры часто приезжали в город, чтобы чего-нибудь выпить и пообщаться, отель «Белый Носорог» и «Абердарский клуб» — живые напоминания о тех временах.
Ньери дал стране много известных личностей, самые знаменитые из них — это Вангари Маатаи, лауреат нобелевской премии мира 2004 года, Мваи Кибаки, третий президент Кении,Дедан Кимати, генерал, принимавший участие в войне против британских колонистов и Катрин Ндереба, серебряный призер олимпийского марафона, четырехкратная победительница бостонского марафона и многократный призер других соревнований.